# ورنون الیس کوسلت
 ورنون الیس کوسلت (انگلیسی: Vernon Ellis Cosslett؛ زاده ۱۶ ژوئن ۱۹۰۸ درگذشته ۲۱ نوامبر ۱۹۹۰) یک فیزیک‌دان اهل بریتانیا بود. 